# Claude Bausmont
Claude Bausmont of Bauzemont (geboren omstreeks 1430 - overleden in 1477) was een Lotharings edelman. Volgens sommige bronnen heeft hij tijdens de Slag bij Nancy op 5 januari 1477 min of meer per abuis Karel de Stoute, de laatste Bourgondische hertog, gedood. 

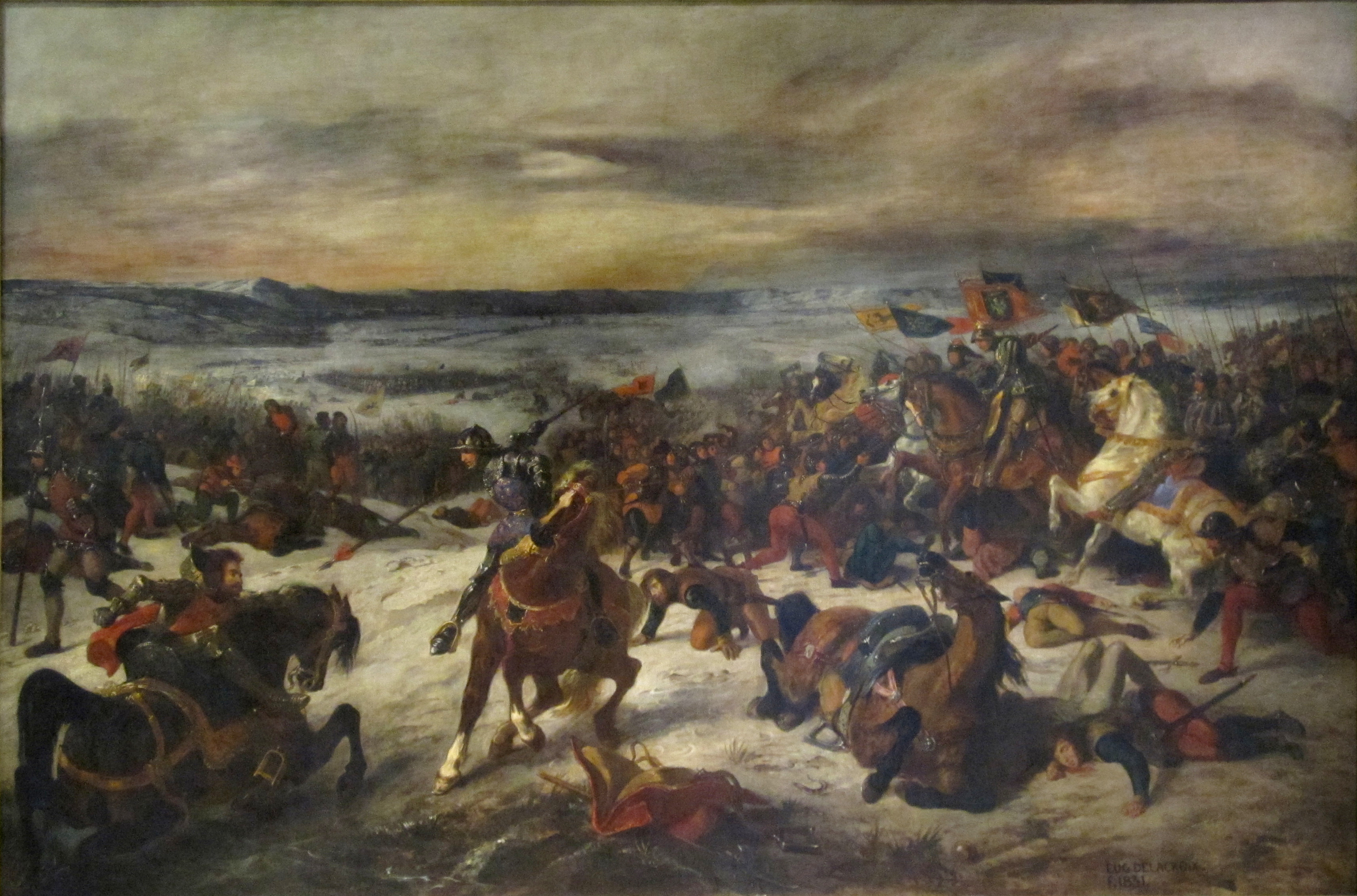
De dood van Karel de Stoute tijdens de Slag bij Nancy, door Eugène Delacroix (1831)

## Biografie
Uit archiefstukken blijkt dat Bausmont de zoon was van Ferry de Bauzemont, kasteelheer en keldermeester van Saint-Dié. Na de dood van zijn vader in 1467 erfde Claude een deel van het kasteel en de heerlijkheid Sainte-Marguerite. In 1469 kreeg hij ook de ambten die zijn vader in Saint-Dié had gehad. Hij voerde het bevel over een kleine groep rekruten en was verantwoordelijk voor de bevoorrading van de bovenstad in geval van een belegering.

## Slag bij Nancy
Bausmont was op 5 januari 1477 met zijn manschappen betrokken bij de Slag bij Nancy, een veldslag tussen de Bourgondiërs onder leiding van Karel de Stoute, en troepen uit Zwitserland en Lotharingen aangevoerd door hertog René II van Lotharingen. 
Volgens sommige kronieken kwam tijdens de slag de gewonde Karel de Stoute op de vlucht vast te zitten op de bevroren oevers van een moerassig stuk water, het Etang Saint-Jean. Bausmont en zijn mannen herkenden de cavalerist niet als de hertog van Bourgondië. Karel de Stoute zou geroepen hebben  "Red de hertog van Bourgondië", maar Bausmont verstond  "Leve de hertog van Bourgondië". Hierop zou hij de hertog met een hellebaard de schedel hebben ingeslagen.
Bausmont zou naar verluidt enkele maanden later depressief gestorven zijn omdat hij spijt had dat hij de hertog had gedood, of dat hij hem niet gevangen had genomen om veel losgeld te kunnen vragen.

## Nagedachtenis
De plaatselijke overlevering beschrijft Bausmont als een aftandse oude soldaat,  geruïneerd, stokdoof en verward door de gebeurtenissen op het slagveld. Kunstenaars die geïnspireerd waren door de tragische dood van Karel de Stoute, zoals Eugène Delacroix, gaven doorgaans een meer ridderlijke interpretatie. 